# Bonaventura Vergés
Bonaventura Vergés, conegut també en el món del futbol com Ventura, fou un futbolista català de les dècades de 1910 i 1920. Es desconeix la data de naixement i defunció.

## Trajectòria
Destacà a les files del RCD Espanyol, club on passà la major part de la seva carrera. Hi jugà entre 1915 i 1918, any en què fou contractat pel FC Barcelona, on jugà una temporada, disputant només dos partits oficials i cinc més amistosos amb el primer equip. El 1919 retornà a l'Espanyol, però el mateix any marxà a Madrid per jugar al Racing Club. Retornà a l'Espanyol, on jugà fins a 1923 i acabà la seva carrera al CE Júpiter.

## Palmarès
RCD Espanyol
- Campionat de Catalunya de futbol:
  - 1917-18

FC Barcelona
- Campionat de Catalunya de futbol:
  - 1918-19